# Andrea Zemanová
Andrea Zemanová (* 17. ledna 1993 Vrchlabí) je bývalá česká akrobatická a alpská lyžařka. V letech 2008–2016 závodila v alpském lyžování, skikrosu se věnovala v letech 2013–2018. Jejím otcem je bývalý alpský lyžař Bohumír Zeman.
Je několikanásobnou mistryní ČR v alpských disciplínách. Startovala na Mistrovství světa v alpském lyžování 2011, kde se v závodě Super-G umístila na 32. místě. Jako skikrosařka absolvovala Mistrovství světa juniorů 2014 v Itálii, kde skončila na 4. místě. Na MS v akrobatickém lyžování 2015 dojela čtrnáctá, v téže době zajela svoje stávající maximum ve Světovém poháru v Åre – 2. místo. Jejím druhým nejlepším výsledkem ze Světového poháru je 5. místo z italského Innichenu v roce 2015.
Zúčastnila se také ZOH 2014 v Soči, kde se ve skikrosovém závodě umístila na 21. místě.
Kvůli dlouhodobým problémům s koleny závodila naposledy na jaře 2017. O rok později oznámila ukončení sportovní kariéry.